# Малояшкино
Малояшкино (чув. Каминкка) — село в Грачёвском районе Оренбургской области в составе Старояшкинского сельсовета.

## География
Находится на расстоянии примерно 14 километров по прямой на юг от районного центра села Грачёвка.

## История
В конце XVIII века из чувашского посёлка Яшкино выделился посёлок Новояшкино, так называлось раньше Малояшкино. В 1820 году было 15 дворов и 95 жителей. В советское время работали колхозы «Красный Канаш» и им. Кирова.

## Население
Население составляло 248 человек (63 % чуваши, 37 % русские) по переписи 2002 года, 173 по переписи 2010 года.